# Rowy
Rowy je přímořská vesnice na břehu Baltského moře v Polsku, žijící cestovním ruchem, ležící ve správní oblasti Pomořské vojvodství, powiat słupski, na západ od jezera Gardno. Ve vesnici se nachází rybářský přístav. Dřív zde byla rybářská osada mezi Łebou a Ustkou. První zmínky o Rowy pochází z roku 1282 archeologické výzkumy dokazují, že ves byla osídlena už v prehistorickém období. Vesnici obklopují borové lesy ležící na pohyblivých dunách (ruchome wydmy). Oblast na východ od vesnice patří do cenných částí Slovinského národního parku. Nejteplejší měsíc je červenec. Průměrné červencové teploty dosahují 20 °C.

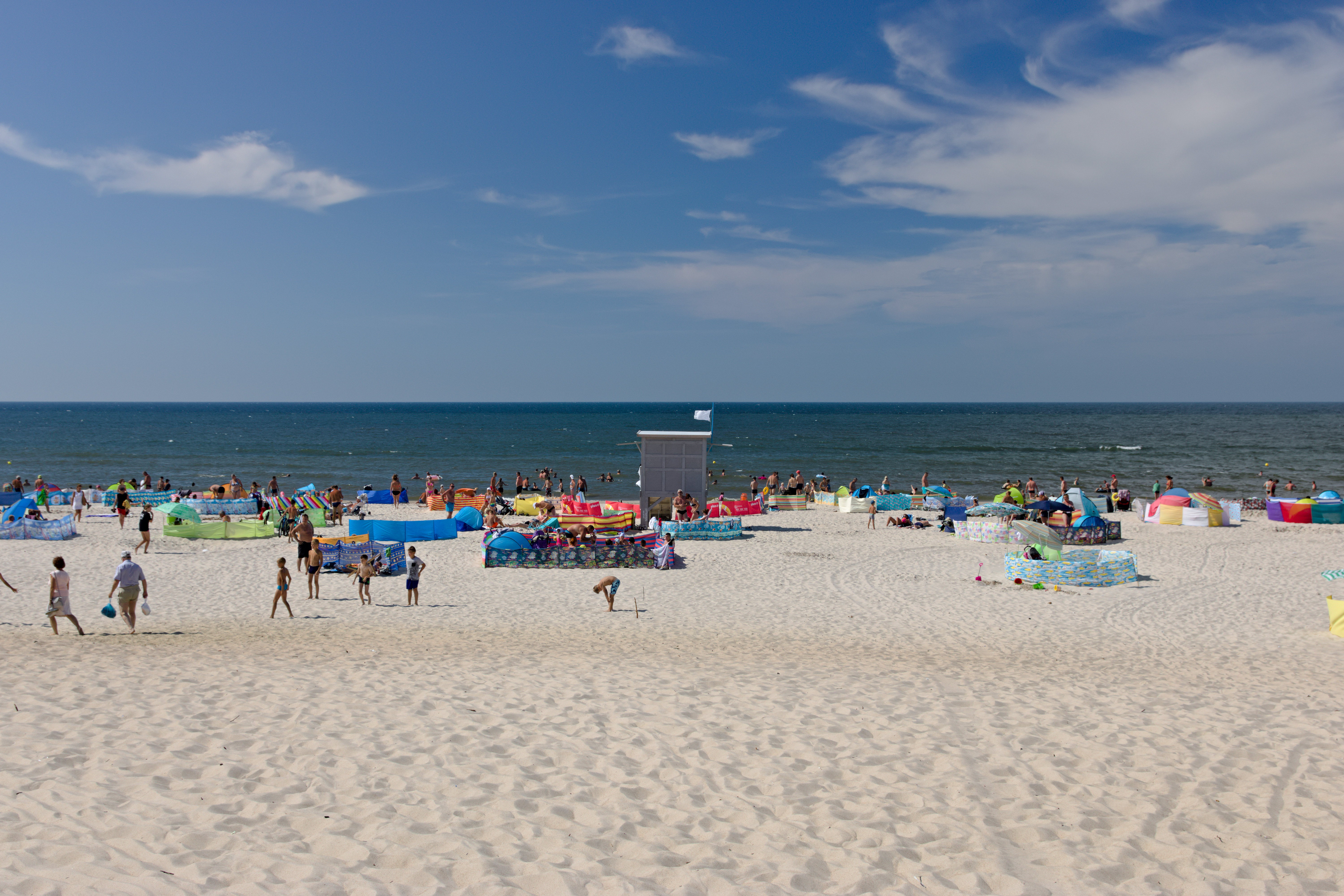
Pláž v Rowy

## Turismus
V Rowy se nachází tři písečné pláže s oblázky. Pláže jsou plné turistů, kteří chodí po břehu, dýchají zdravý mořský vzduch u čistého moře na udržovaných plážích bez odpadků. V Rowy se také nachází naturistická pláž navzdory tomu, že v Polsku silný klerikalismus. Pláž není vyznačena zřejmě ani na žádné z podrobnějších map, byla založena v roce 1990 , prochází se na ni přes placený vstup do Slovinského národního parku, cesta vede asi 1 km lesem, je občas pokrytá ostrým štěrkem.
Turisté na plážích, zpravidla polské národnosti, často ani v červenci v chladném větru neodloží teplou bundu. Moře bývá bouřlivé a plavčíci střeží, aby se nikdo neutopil, takže i v nejteplejších dnech je plavání omezeno. Oblíbeným sportem pouštění draků, mimo to lze sbírat mušličky, hledat jantar, ležet na pláži, sedět v hospůdce ve vesnici, nebo tiše rozjímat v kostele. Ve vesnici je několik kempů a mnoho možností ubytování. Na nedalekém jezeře Gardno hlubokém průměrně 50 cm je možné celkem bezpečně provozovat kitesurfing.
V Rowy je vstup do Slovinského národního parku placený.
Atrakcí v Rowy je lunapark s horskou dráhou.

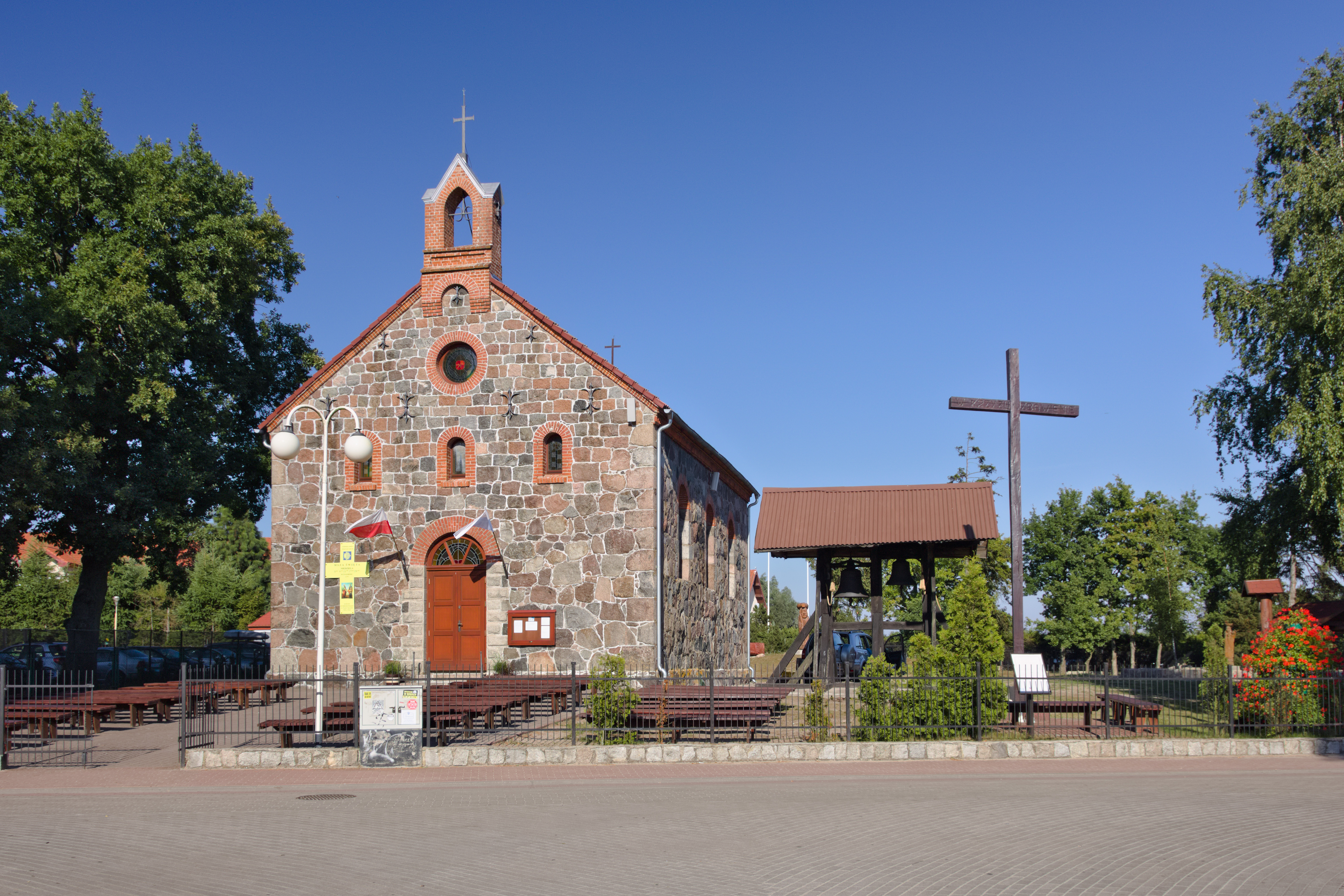
Novorománský kostel v Rowy z 19. století

## Historické památky
Historický Novorománský kostel z 19. století.

## Příroda
Za oblastí pohyblivých dun, v bezprostředním sousedství moře, tady najdeme ve vlhkých borových lesích cenné acidofilní rostliny z čeledi vřesovcovité, více druhů kapradin a orchideje v prostředí připomínajícím spíše vnitrozemské mokřady.

## V okolí najdete

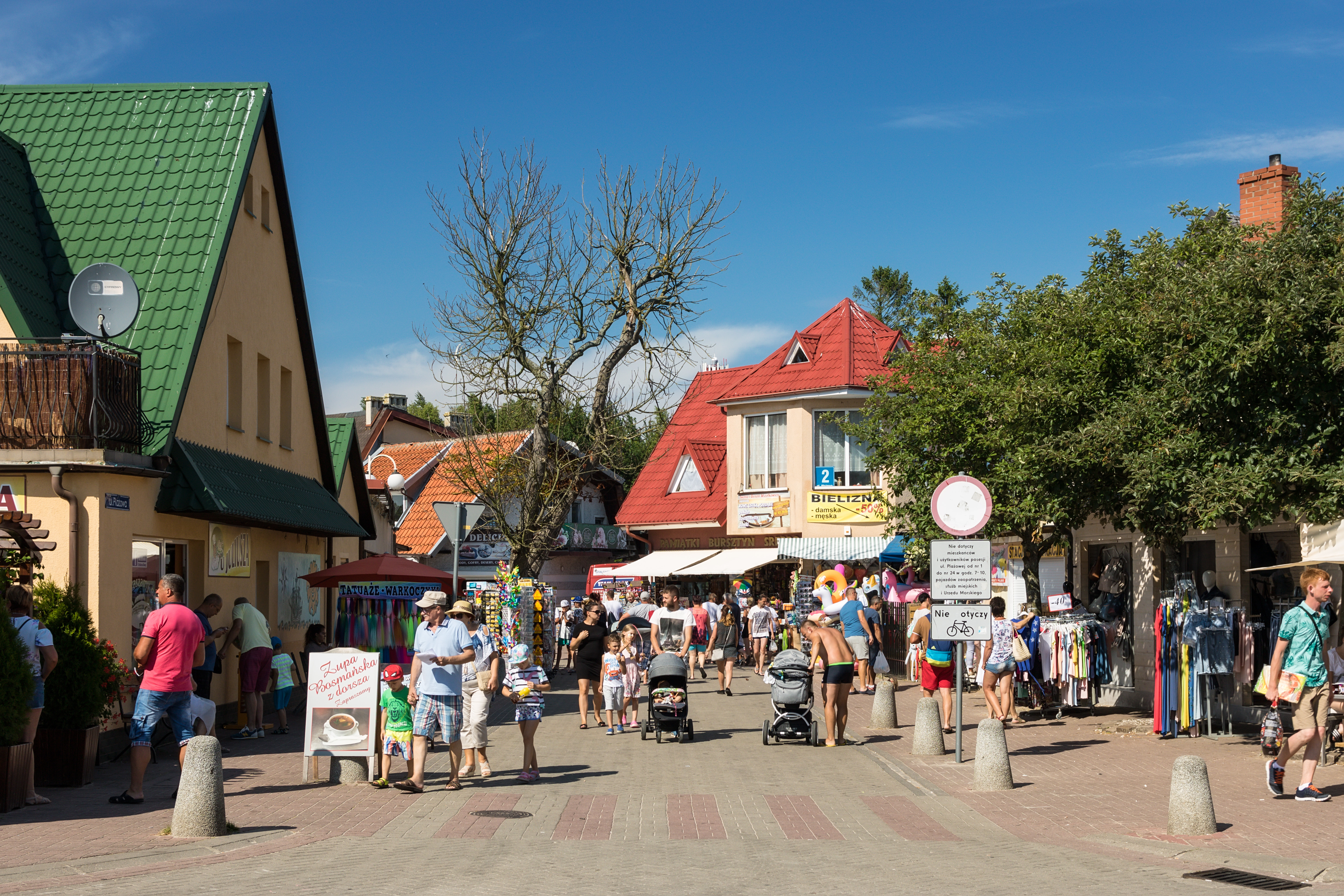
Ulice poblíž pobřeží, Rowy

- Nadmorski Park Krajobrazowy
- Muzeum Wsi Słowińskiej
- jezero Gardno
- jezero Lebsko
- Kluki
- Ustka